# 응답기

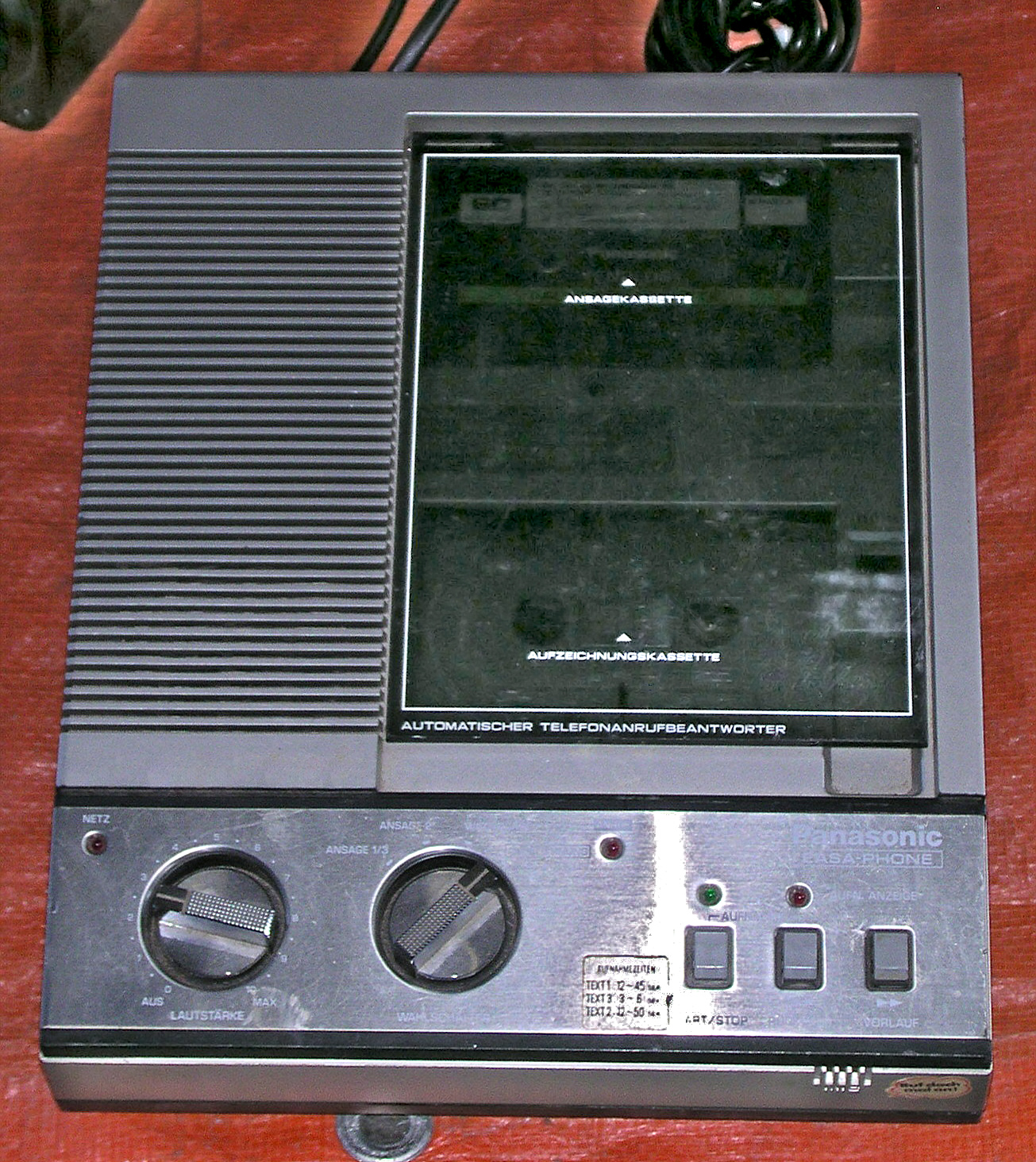
2개의 콤팩트 카세트 테이프 드라이브가 있는 파나소닉 홀딩스 자동 응답기. 메시지를 녹음하고 재생할 수 있다.

자동 응답기(自動應答器, Answering machine)는 전화를 받아서 발신자의 메시지를 녹음하는 데 사용되는 장치이다. 영국과 일부 영연방 국가에서는 자동 전화 메시지 기기(telephone messaging machine, TAM)로도 알려져 있으며, 안사폰(ansaphone) 또는 안사폰(ansafone)(상호에서 유래), 또는 전화 자동 응답 장치(telephone answering device, TAD)라고도 한다.
자동 응답기는 수신자가 미리 정한 횟수만큼 전화벨이 울리면 작동하여 일반 안내 메시지나 수신자가 직접 만든 메시지를 재생한다. 음성 사서함과 달리 자동 응답기는 사용자 집 안의 유선 전화 옆에 놓이거나 유선 전화에 내장되어 있으며, 교환원 메시징과 달리 발신자는 사람과 직접 대화하지 않는다. 유선전화가 휴대폰 기술로 전환되면서 중요성이 떨어지고 통합 커뮤니케이션이 발전함에 따라 TAD의 설치 기반은 줄어들고 있다.

## 역사
20세기 대부분의 자동 응답기는 발데마르 폴센이 1898년에 발명한 자기 기록을 사용했다. 하지만 실용적인 최초의 자동 전화 응답 장치 발명은 논란의 여지가 있다. 1930년부터 클래런스 히크먼은 벨 연구소에서 일하며 자기 기록 방법을 개발하고 음성 패턴 인식 및 전기 기계식 스위칭 시스템에 대해 연구했다. 1934년에 그는 테이프 기반의 자동 응답기를 개발했는데, 벨 연구소의 소유주인 전화 회사 AT&T는 자동 응답기가 전화 통화량을 줄일 것을 우려하여 수년간 공개하지 않았다.
많은 사람들은 자동 응답기를 1935년에 윌리엄 뮐러가 발명했다고 주장하지만, 1931년에 이미 축음기 실린더를 사용한 윌리엄 셔젠스에 의해 만들어졌을 수도 있다. 셔젠스의 장치는 가면 뒤의 얼굴 (1932년 영화)에 등장한다. 루트비히 블래트너는 그의 블래트너폰 자기 기록 기술을 기반으로 1929년에 전화 자동 응답기를 홍보했다. 1935년, 발명가 벤자민 손턴은 발신자의 음성 메시지를 녹음하는 기계를 개발했다. 이 장치는 녹음 시간도 기록할 수 있었다고 한다. 많은 자료에서 그가 1935년에 발명했다고 주장하지만, 손턴은 실제로 1930년에 축음기 레코드를 기록 매체로 사용한 이 기계에 대한 특허(제1831331호)를 출원했다.
1949년 미국에서 상업적으로 판매된 자동 응답기인 Tel-Magnet은 자기 와이어에 발신 메시지를 재생하고 수신 메시지를 녹음했다. 가격은 200달러였지만 상업적인 성공을 거두지는 못했다.
1949년, 최초의 상업적으로 성공한 자동 응답기는 발명가 조지프 지머먼과 사업가 조지 W. 대너가 위스콘신에 설립한 Electronic Secretary Industries에서 만든 Electronic Secretary였다. Electronic Secretary는 당시 최첨단 기술인 45rpm 레코드 플레이어를 사용하여 안내를 하고, 와이어 레코더를 사용하여 메시지를 캡처하고 재생했다. Electronic Secretary Industries는 1957년에 General Telephone and Electronics에 인수되었다.
또 다른 상업적으로 성공한 자동 응답기는 Phonetel이라는 회사에 고용된 발명가 하시모토 가즈오가 만든 Ansafone였다. 이 회사는 1960년에 미국에서 최초의 자동 응답기를 판매하기 시작했다. 코드-어-폰(Code-a-Phone)으로 알려진 또 다른 초기 모델은 1966년에 출시되었다.
자동 응답기는 1984년 AT&T가 재편된 후 더욱 널리 사용되었는데, 이때 기기의 가격이 저렴해졌고 미국 내 판매량이 연간 100만 대에 달했다. 분리 후 최초의 장치는 DuoPhone이라는 상호로 탠디 (라디오셥)에서 판매되었다. 이 장치와 그 후속 모델들은 개인 컨설팅 사업을 하는 전기 기술자 사바 제이콥슨이 설계했다. 초기 자동 응답기는 자기 테이프 기술을 사용했지만, 대부분의 최신 장비는 솔리드 스테이트 메모리 저장을 사용하며, 일부 장치는 둘을 결합하여 발신 메시지에는 솔리드 스테이트 회로를, 수신 메시지에는 카세트를 사용한다.
제임스 P. 미첼은 1982년 4월 아이오와 주립대학교 VEISHEA 공학 오픈 하우스에서 디지털 발신 메시지와 테이프 녹음 수신 시스템의 작동 프로토타입을 시연했다. 이 시스템은 공학부에서 금상을 수상했다. 1983년, 하시모토 가즈오는 미국 특허 4,616,110을 통해 디지털 자동 응답기 아키텍처에 대한 특허를 받았다. 시장에 출시된 최초의 디지털 자동 응답기는 1990년 AT&T의 모델 1337이었으며, 이는 트레이 위버가 주도한 활동이었다. 하시모토 씨는 AT&T를 고소했지만 AT&T 아키텍처가 자신의 특허와 상당히 다르기 때문에 신속하게 소송을 취하했다.

## 전화 응답 및 종료
걸려오는 전화에 응답하는 두 가지 방법이 있다. (1) 교환원 개입을 임의로 오래 기다리는 방법, 또는 (2) TAD의 특정 상태(예: 아래의 "통화료 절약")에서 지정된 벨소리 횟수 후에 자동으로 응답하는 방법이다. 이는 수신자가 통화를 스크리닝하고 모든 발신자와 통화하기를 원하지 않는 경우에 유용하다.
어떤 경우든 통화 오프 훅 이후에는 발신자에게 통화가 연결되었음을 알려야 한다(대부분의 경우 이때 요금이 부과된다). 이는 교환원의 발언, TAD의 인사말 메시지, 또는 유선전화를 통한 적절한 프로토콜 구현을 통해 인간이 아닌 발신자(예: 팩스 기기)에게 알리는 방식이 될 수 있다. 일부 경우, 전화를 받는 단말 장치는 발신자에게 약간 수정된 통화 연결음을 보내면서 프로토콜을 처리한다.
마찬가지로, 통화된 장비는 의도적으로 온 훅 상태가 되거나 특정 신호에 의해, 또는 시간 초과로 인해 통화를 종료할 수 있다.

## 순수 음성 작동
음성 전용 환경에서는 어떤 수신 전화든 TAD로 직접 연결될 수 있으며, 이는 사람이 핸드셋을 사용하여 오프 훅 상태로 전환함으로써 선제적으로 대체될 수 있다. 이 경우 TAD는 온 훅 상태로 강제 전환된다. 음성 신호는 단순히 아날로그 매체(주로 테이프)에 캡처되거나 재생될 수 있지만, 나중에는 TAD가 디지털 저장으로 전환되면서 인사말과 녹음된 메시지 모두 압축 및 처리에 있어 편리함이 더해졌다.

### 인사말 메시지

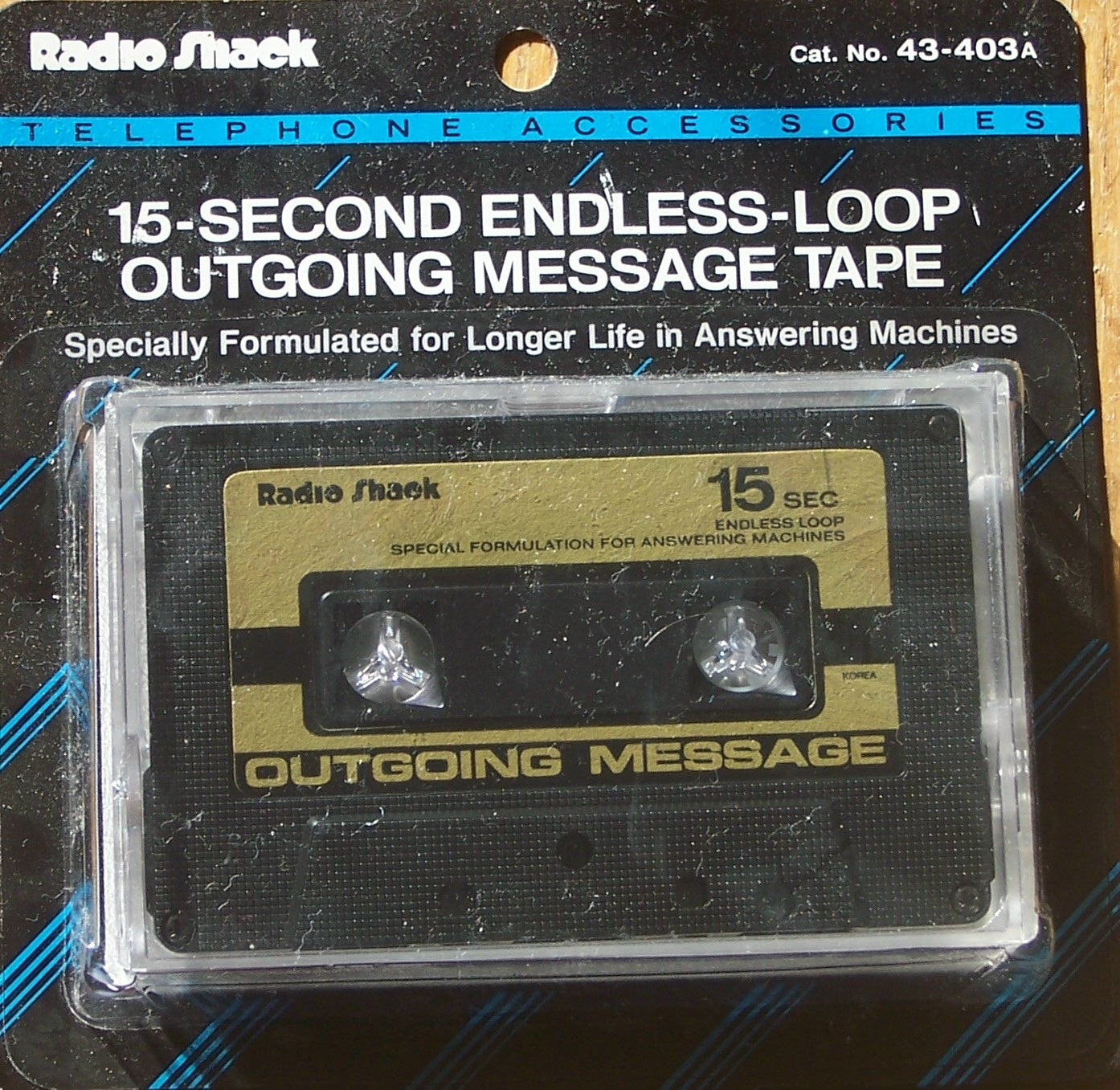
이중 카세트 기반 자동 응답기에서 사용되는 무한 루프 발신 메시지 테이프

대부분의 최신 자동 응답기는 인사말 시스템을 갖추고 있다. 소유자는 발신자에게 재생될 메시지를 녹음하거나, 소유자가 녹음하지 않으면 자동 메시지가 재생된다. 이는 특히 디지털 저장된 인사말 메시지를 가진 TAD 또는 녹음 전용 두 번째 카세트와 별개로 특수 무한 루프 테이프를 가진 이전 기기(마이크로카세트 등장 이전)에 해당한다.
녹음 기능이 없는 응답 전용 장치도 있었는데, 이 경우 인사말 메시지는 발신자에게 현재 연락이 되지 않는 상태이거나 예를 들어 통화 가능 시간을 알려야 했다. 녹음이 가능한 TAD에서는 일반적으로 인사말에 "삐 소리 후" 메시지를 남기라는 안내가 포함된다.

### 메시지 녹음

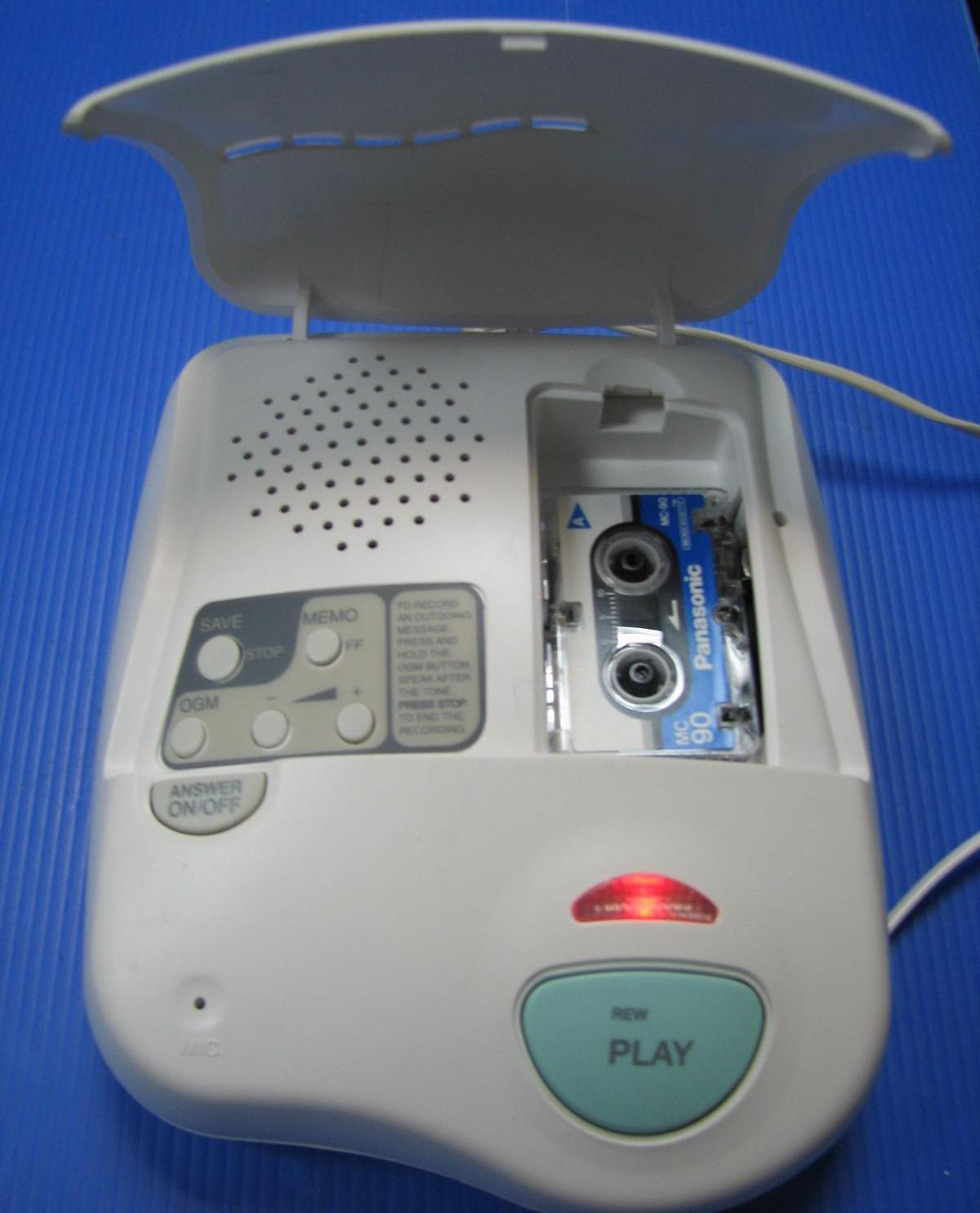
메시지 녹음을 위해 마이크로카세트를 사용하는 자동 응답기

이중 카세트 자동 응답기에는 발신 카세트가 있어 지정된 벨소리 횟수 후 미리 녹음된 메시지를 발신자에게 재생한다. 메시지 재생이 완료되면 발신 카세트는 멈추고 수신 카세트는 발신자의 메시지를 녹음하기 시작하며, 발신자가 전화를 끊으면 멈춘다. 수신 카세트는 마지막 녹음된 메시지의 끝에서 멈춰 있으므로 다른 전화로부터 또 다른 메시지를 즉시 녹음할 준비가 되어 있다. 하지만 저장된 메시지를 재생하려면 수신 메시지 카세트를 되감아야 한다. 일반적으로 메시지를 재생하는 버튼이 하나 있는데, 이 버튼을 누르면 기계가 자동으로 수신 메시지 카세트를 먼저 되감은 후 재생을 시작한다. 일부 기계는 이미 재생된 마지막 메시지의 끝 위치를 추적하여 새 메시지만 재생하도록 해당 지점까지만 되감지만, 사용자가 명시적으로 테이프를 더 되감고 재생을 시작하면 전체 메시지를 재생한다.
단일 카세트 자동 응답기는 테이프 시작 부분에 발신 메시지가 있고 나머지 공간에 수신 메시지가 있다. 먼저 안내를 재생한 다음, 녹음 가능한 다음 공간으로 빨리 감기한 다음, 발신자의 메시지를 녹음한다. 이전 메시지가 많으면 빨리 감기하는 데 상당한 지연이 발생할 수 있다. 이 지연은 TAD가 녹음 준비가 되었을 때 발신자에게 삐 소리를 재생하여 처리된다. 이 삐 소리는 종종 인사말 메시지에서 언급되며, 발신자에게 "삐 소리 후" 메시지를 남기도록 요청한다.
녹음된 메시지를 디지털 저장하는 TAD는 이러한 지연을 물론 보여주지 않는다.

### 원격 제어
TAD는 원격 제어 기능을 제공할 수 있으며, 이를 통해 자동 응답기 소유자는 집 전화로 전화하고 원격 전화의 키패드에 코드를 입력하여 집에 없을 때도 녹음된 메시지를 듣거나 삭제할 수 있다.
많은 장치는 이 목적을 위해 "통화료 절약" 기능을 제공한다. 이를 통해 읽지 않은 메시지가 현재 저장되어 있지 않으면 전화 응답을 위한 벨소리 횟수를 늘리지만(일반적으로 두 번 늘려 네 번이 됨), 읽지 않은 메시지가 있는 경우에는 설정된 벨소리 횟수(보통 두 번) 후에 응답한다. 이를 통해 소유자는 기다리는 메시지가 있는지 확인할 수 있다. 메시지가 없으면 소유자는 예를 들어 세 번째 벨소리에 전화를 끊어 통화료가 부과되지 않도록 할 수 있다.
일부 기계는 꺼져 있는 경우에도 특정 많은 횟수(보통 10-15회)로 전화벨을 울리게 하여 원격으로 활성화할 수도 있다. 일부 서비스 제공업체는 이미 더 적은 횟수의 벨소리 후에 통화를 종료하여 원격 활성화를 불가능하게 만든다.
TAD 초창기에는 원격 제어를 위해 DTMF 톤 (듀얼 톤 다중 주파수 신호)의 특수 송신기가 지역적으로 요구되었는데, 이전의 펄스 다이얼링은 활성 연결을 통해 적절한 신호를 전달하는 데 적합하지 않았고, 듀얼 톤 다중 주파수 신호는 단계적으로 구현되었기 때문이다.

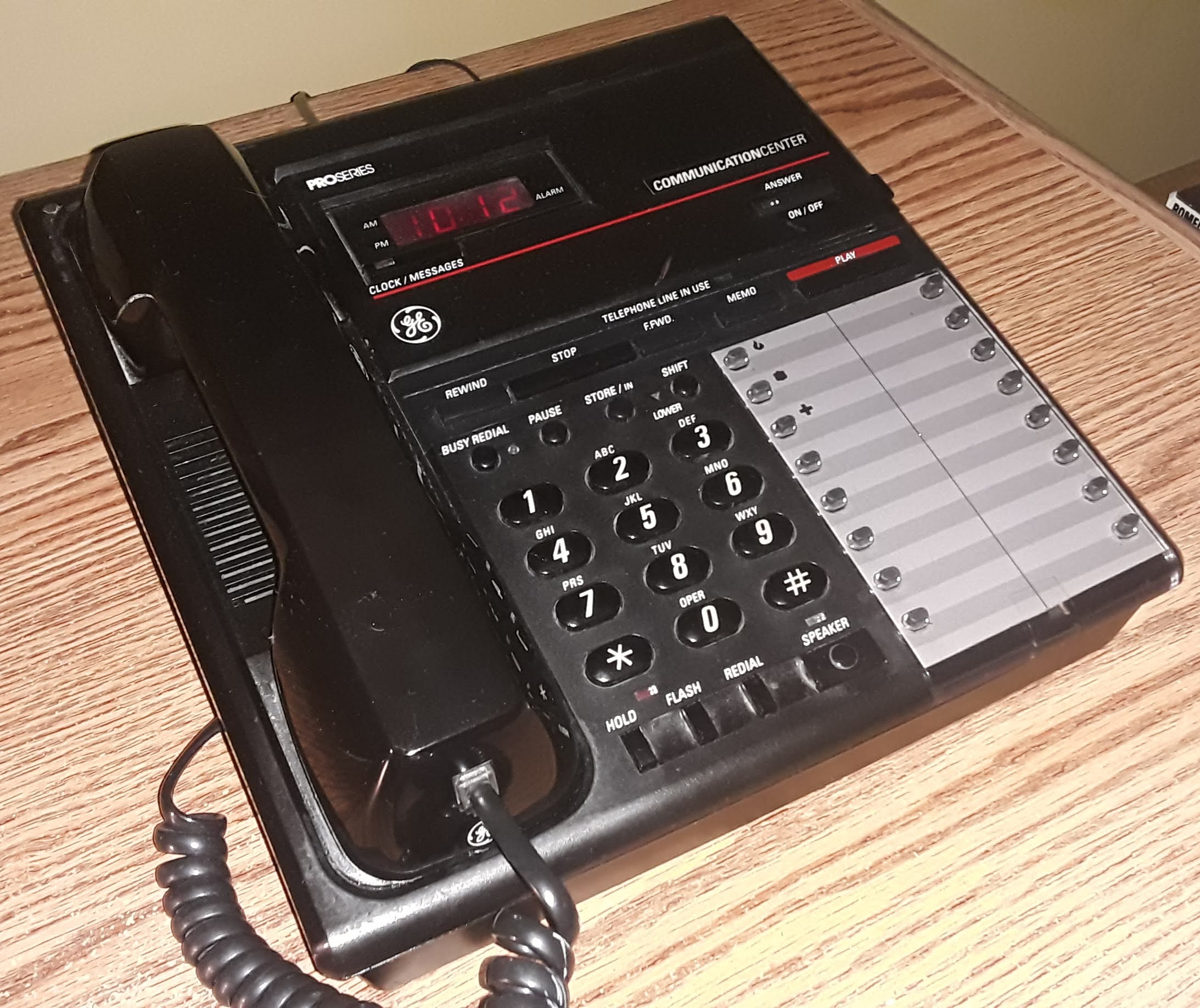
마이크로카세트 자동 응답기가 내장된 제너럴 일렉트릭 유선 전화기

## 결합 작동
이것은 ITU-T가 정한 특정 프로토콜을 준수하여 유선전화를 통해 음성, 팩스 및 데이터 전송을 지원하는 아날로그 장소를 말한다. 걸려오는 전화는 단말 장비가 "오프 훅" 상태로 전환하기 전에는 이러한 속성을 미리 식별할 수 없다. 따라서 오프 훅 상태로 전환된 후에는 적절한 장치로 통화를 전환해야 하며, 음성 유형만 즉시 사람이 액세스할 수 있지만, 그럼에도 불구하고 TAD로 라우팅되어야 할 수 있다(예: 발신자가 자신을 식별했거나 인식된 발신자 ID에 의해 식별된 후).
팩스 모뎀을 통해 컴퓨터에 팩스 장치를 통합하기 시작하면서, TalkWorks와 같은 특정 소프트웨어를 통해 컴퓨터에 의한 음성 통화 자동 응답이 실현되었다. 이러한 시스템은 듀얼 톤 다중 주파수 신호를 통해 탐색되는 매우 정교한 음성 사서함 시스템을 허용했으며, 단일 전화 회선에 있는 컴퓨터가 자동 호 분산기를 갖춘 전문적인 전화 시스템처럼 들리도록 하여 발신자가 메시지를 남기거나 팩스를 남기거나 특정 메시지를 듣거나 팩스 회신 서비스를 시작할 수 있도록 했다.

음성/팩스 박스 기능이 내장된 음성-팩스-데이터 모뎀인 MicroLink Office

이러한 솔루션 외에도, 당시(~1995) 웨이크 온 링 기능이 운영 체제를 부팅하는 데 점점 더 오랜 시간이 걸렸기 때문에 지속적으로 실행되는 컴퓨터가 필요했는데, USRobotics 또는 엘사 테크놀로지와 같은 회사에서 몇몇 자체 모뎀이 출시되었다. Sportster MessagePlus, 56K Message Modem External 및 MicroLink Office가 있었다. 이 장치들은 걸려오는 전화에 응답하여 환영 메시지를 재생하는 동시에 팩스 통화(1100 Hz의 CNG 톤)를 음성 통화와 구분하고, 들어오는 팩스 또는 음성 메시지를 각각 저장했다. 컴퓨터는 팩스를 검색하거나 음성 메시지를 저장하기 위해 나중에만 필요했다. 저장 공간이 가득 차면 장치는 환영 메시지를 다른 미리 녹음된 메시지로 변경하여 걸려오는 전화에 응답할 때 재생했으며, 현재 메시지를 받을 수 없음을 설명할 수 있었다.

## 같이 보기
- 기업용 전화 시스템
- 통화 녹음 장치
- 음성 사서함